# Бињикур сир Со
Бињикур сир Со (фр. Bignicourt-sur-Saulx) насеље је и општина у североисточној Француској у региону Шампањ-Арден, у департману Марна која припада префектури Витри ле Франсоа.
По подацима из 2011. године у општини је живело 179 становника, а густина насељености је износила 16,26 становника/km². Општина се простире на површини од 11,01 km². Налази се на средњој надморској висини од 108 метара.

## Демографија
| 1962. | 1968. | 1975. | 1982. | 1990. | 1999. | 2011. |
| ----- | ----- | ----- | ----- | ----- | ----- | ----- |
| 195   | 197   | 182   | 186   | 193   | 172   | 179   |

График промене броја становника у току последњих година